# Galina Kamaieva
Galina Kamaieva   (Volgograd, 1939), posteriorment de casada Iegorova és una nedadora russa ja retirada, especialista en papallona, que va competir durant les dècades de 1950 i 1960.
En el seu palmarès destaca una medalla de plata en els 4x100 metres lliures al Campionat d'Europa de natació de 1958. Entre 1956 i 1962 guanyà set títols nacionals en papallona, esquena i estils.